# Vinzenz Praxmarer
Vinzenz Praxmarer (* 28. Februar 1979 in Linz) ist ein österreichischer Dirigent.
Vinzenz Praxmarer studierte an der Musik und Kunst Privatuniversität der Stadt Wien Dirigieren und wirkte als Assistent von Franz Welser-Möst, Kirill Petrenko, Bertrand de Billy, Marc Albrecht, Yannick Nézet-Séguin, Christoph Eschenbach und vielen anderen am Theater an der Wien, bei den Salzburger Festspielen sowie an der Opéra National de Lyon und Het Muziektheater in Amsterdam.
Beim Lehár Festival Bad Ischl debütierte er 2006 als Operettendirigent und war dort sechs Jahre lang musikalischer Leiter. Es folgten Debüts an der Wiener Volksoper, beim Festival operklosterneuburg, am Vorarlberger Landestheater Bregenz, dem Theater St. Gallen, Stadttheater Bern sowie an der Wiener Staatsoper, der Opéra National de Paris, der Mailänder Scala und der Wiener Kammeroper.
Praxmarer gastierte beim Lettischen Nationalorchester Riga, dem Münchner Rundfunkorchester, beim Moskauer Staatlichen Symphonie-Orchester und er war mehrfach Dirigent bei der Sommerakademie der Wiener Philharmoniker.
Praxmarer ist seit dessen Gründung Künstlerischer Leiter des Wiener Kammer- und Ballorchesters Divertimento Viennese.